# Нефротический синдром
Нефроти́ческий синдро́м — состояние, характеризующееся генерализованными отёками, массивной протеинурией (выше 50 мг*кг/сут или выше 3,5 г/сутки), гипопротеинемией и гипоальбуминемией (менее 20 г/л), гиперлипидемией
(холестерин выше 6,5 ммоль/л). Термин предложен Е. М. Тареевым в 1923 году.
Характерен для поражения клубочкового аппарата почек.

## Классификация

### Гистологическая классификация
|  |  |  |  |  |  |                               |                               |                               |                               |                               |                               |  |  |  |  | Нефротический синдром                   |                                         |                                         |                                         |                                         |                                         |  |  |  |  |                         |                         |                         |                         |                         |                         |  |  |  |  |                                         |                                         |                                         |                                         |                                         |                                         |
|  |  |  |  |  |  |                               |                               |                               |                               |                               |                               |  |  |  |  |                                         |                                         |                                         |                                         |                                         |                                         |  |  |  |  |                         |                         |                         |                         |                         |                         |  |  |  |  |                                         |                                         |                                         |                                         |                                         |                                         |
|  |  |  |  |  |  |                               |                               |                               |                               |                               |                               |  |  |  |  |                                         |                                         |                                         |                                         |                                         |                                         |  |  |  |  |                         |                         |                         |                         |                         |                         |  |  |  |  |                                         |                                         |                                         |                                         |                                         |                                         |
|  |  |  |  |  |  | Болезнь минимальных изменений | Болезнь минимальных изменений | Болезнь минимальных изменений | Болезнь минимальных изменений | Болезнь минимальных изменений | Болезнь минимальных изменений |  |  |  |  | Фокальный сегментарный гломерулосклероз | Фокальный сегментарный гломерулосклероз | Фокальный сегментарный гломерулосклероз | Фокальный сегментарный гломерулосклероз | Фокальный сегментарный гломерулосклероз | Фокальный сегментарный гломерулосклероз |  |  |  |  | Мембранозная нефропатия | Мембранозная нефропатия | Мембранозная нефропатия | Мембранозная нефропатия | Мембранозная нефропатия | Мембранозная нефропатия |  |  |  |  | Мембранопролиферативный гломерулонефрит | Мембранопролиферативный гломерулонефрит | Мембранопролиферативный гломерулонефрит | Мембранопролиферативный гломерулонефрит | Мембранопролиферативный гломерулонефрит | Мембранопролиферативный гломерулонефрит |

## Диагностика
Диагностика основывается на выявленных изменениях в анализах крови и мочи (протеинурия, гиперлипидемия, гипопротеинемия), на клинических данных.
Клиника МИНС(НС с минимальными изменениями) развертывается постепенно, причём преобладают экстраренальные симптомы, особенно отёчный: появляются нарастающие отёки, вначале век, лица, поясничной области (в дальнейшем могут достигать степени анасарки — распространённый отёк подкожной клетчатки), половых органов, асцит, гидроторакс, реже — гидроперикард. Характерна значительная гепатомегалия вследствие дистрофии печени. Кожа становится бледной («перламутровая» бледность) при отсутствии анемии, сухой, появляются признаки гиповитаминозов А, С, В1, В2, дистрофические изменения. Могут наблюдаться ломкость и потускнение волос, на коже — трещины, из которых вытекает жидкость, striae distensae. Ребёнок вялый, плохо ест, развивается одышка, тахикардия, систолический шум на верхушке («гипопротеинемическая кардиопатия»). 
Для диагностики также крайне важно обратиться к общепризнанному тесту по Козловскому-Юревичу, при котором в стадии олигурии необходимо исследовать содержание сахара в моче пероральным методом
Тяжёлым осложнением у больных анасаркой, то есть выраженной гипопротеинемией, может быть гиповолемический шок, которому предшествуют анорексия, рвота, резкие боли в животе. В наблюдениях Н. Д. Савенковой и А. В. Папаяна (1997) абдоминальный болевой синдром развивается у 23,5 % детей с гипоальбуминемией менее 15 г/л, а мигрирующие рожеподобные эритемы у 33,3 %, тромботические эпизоды у 12,5 %, ОПН у 3,3 % детей с той же выраженностью гипоальбуминемии, тогда как нефротический гиповолемический шок отмечен лишь при уровне белка в сыворотке менее 10 г/л (у 5 %). По мере схождения отеков становится все заметнее уменьшение массы скелетных мышц.
Артериальное кровяное давление обычно нормальное, лишь у до 10 % детей может быть кратковременная артериальная гипертензия. Уровень альбумина в сыворотке крови у таких детей менее 10 г/л.
Содержание общего белка в плазме (сыворотке) крови снижено иногда до 40 г/л.
Особенно резко снижена концентрация альбуминов и g-глобулина, тогда как уровень a2-глобулинов повышен, то есть наблюдается резкая диспротеинемия. Сыворотка крови имеет молочный цвет, в ней находят высокий уровень липидов, холестерина, фибриногена. Уровень азотистых шлаков крови, как правило, нормальный, а содержание калия и натрия снижено. СОЭ резко увеличена (до 50-70 мм/час).
Ренальная симптоматика — олигурия с высокой относительной плотностью (1,026-1,030) мочи и выраженная протеинурия. При исследовании клубочковой фильтрации по эндогенному креатинину получают нормальные и даже повышенные показатели, но это ложное впечатление. Если учесть степень протеинурии, то клубочковая фильтрация при МИНС всегда снижена.
Клиническая картина, течение и исход НС, осложнившего диффузный гломерулонефрит, отличаются от клиники МИНС.
Мочевой синдром при МИНС слагается из следующих симптомов:
1. протеинурия,
2. олигурия с высокой относительной плотностью мочи,
3. цилиндрурия.
Протеинурия при МИНС, как правило, селективная, то есть в моче находят белки плазмы крови с молекулярной массой менее 85 000 (альбумин и его полимеры, преальбумины, сидерофилин, гаптоглобин, трансферрин, a1- и b-глобулины, a1- и a2-гликопротеины и др.). В большинстве случаев у детей с селективной протеинурией прогноз лучше, и они чувствительны к терапии глюкокортикоидами. В генезе протеинурии имеет значение и нарушение реабсорбции белка в почечных канальцах. Неселективная протеинурия, когда в моче есть много крупномолекулярных белков, как правило, следствие фибропластического процесса, склероза, то есть для МИНС нехарактерна. Напомним, что у здорового ребёнка старше 4 лет в суточной моче может быть до 100—150 мг белка.
Олигурия связана с гиповолемией, гиперальдостеронизмом, поражением канальцев. Из-за протеинурии относительная плотность мочи увеличена, достигает 1,040. Высока активность в крови больных и АДГ.
Иногда при НС отмечается массивная лейкоцитурия, обусловленная иммунопатологическим процессом в почках. Лейкоцитурия чаще кратковременная и не связана с бактериальной инфекцией, то есть пиелонефритом. Частота выявления лейкоцитурий и эритроцитурий при МИНС по данным разных авторов не превышает 10 %.
При большом количестве белка в моче он может свернуться ещё в канальцах, принимая их форму; на этот слепок наслаивается жироперерожденный почечный эпителий — так образуются гиалиновые, зернистые и восковые цилиндры.
Отёки. Массивная и длительная альбуминурия у больного с НС в конце концов неизбежно вызывает гипопротеинемию, так как потери белка превышают интенсивность его синтеза. Гипопротеинемия ведёт к нарушению старлингова равновесия между гидродинамическим, фильтрационным и коллоидно-осмотическим давлением. Это приводит к преобладанию оттока жидкости из артериального русла над притоком. Отёки начинают появляться, когда уровень альбумина снижается ниже 27 г/л плазмы и развиваются всегда, если гипоальбуминемия достигает 18 г/л.
В патогенезе отёков важную роль играет и вторичный гиперальдостеронизм, типичный для НС. В результате его в организме задерживается натрий, а следовательно, и вода, хотя в крови имеется гипонатриемия.
Гипопротеинемия. Основной причиной гипопротеинемии у больных с НС являются большие потери альбуминов с мочой и перемещение их в ткани. Кроме того, имеют значение повышенный катаболизм альбуминов, нарушение белоксинтезирующей функции печени. Уменьшение содержания g-глобулинов в крови больных прежде всего с нарушением их синтеза. Гипоальбуминемия и гиповолемия, дефицит антикоагулянтов — антитромбина III и протеинов С и S, гиперфибриногенемия, гиперлипидемия создают угрозу для тромботических нарушений у больных МИНС.
Гиперлипидемия. Некоторые авторы связывают увеличение уровня липопротеинов низкой и очень низкой плотности, холестерина и липидов (свободные жирные кислоты, триглицериды, фосфолипиды и др.) при НС с нарушением функции печени, другие объясняют это явление понижением функции щитовидной железы. В связи с тем, что внутривенное введение раствора альбумина препятствует нарастанию гиперхолестеринемии, предполагают, что увеличение уровня холестерина в крови происходит компенсаторно вследствие уменьшения содержания альбуминов. Поскольку липидемию в эксперименте можно получить после перевязки мочеточников, высказывают мысль о том, что гиперхолестеринемия и липидемия при МИНС имеют почечное происхождение и зависят от повреждения интермедиарного обмена в ферментной системе канальцев. В генезе гиперлипидемии имеет значение также низкий уровень в крови лецитин-холестеринацетилтрансферазы, в больших количествах выделяющейся с мочой, и низкая активность липопротеидлипазы. При МИНС обычно диагностируют IIа и IIб типы гиперлипидемий.
Нарушения фосфорно-кальциевого обмена (гипокальциемия, остеопороз, остеомаляция) обусловлены нарушением функции почек, а также метаболизма витамина D.
Нарушения обмена железа и микроэлементов с низкими уровнями в крови как железа, так и цинка, меди, кобальта определяют в значительной степени склонность таких больных к анемиям, трофическим расстройствам кожи, задержке роста, а возможно — иммунодефицитам.
Вязкость крови при МИНС повышена за счёт гиперлипидемии, повышенной адгезивности тромбоцитов. В то же время уровни факторов свёртывания крови (прокоагулянтов) и антисвёртывания (антитромбин III, протеины С и S) снижены, что и объясняет сравнительно низкую частоту декомпенсированного ДВС-синдрома при МИНС.
Инфекции — прежде одно из очень частых осложнений МИНС. Особенно часто были перитониты, которые в большинстве случаев вызывались пневмококками, но в 25-50 % случаев — кишечной палочкой.

## Диагноз
Характерная клинико-лабораторная картина МИНС в подавляющем большинстве случаев (90—95 %) у детей 2—7 лет позволяет поставить диагноз без биопсии почек. Хороший и быстрый ответ на терапию глюкокортикоидами подтверждает диагноз. В то же время, целесообразно у любого ребёнка с НС определить уровень IgE, выяснить наличие хронических персистирующих вирусных инфекций (гепатит B , цитомегалия, герпес-вирусные инфекции и др.), так как положительные результаты существенно дополняют и модифицируют терапию. О рецидивирующем течении НС свидетельствуют 2 рецидива в год, а о часто рецидивирующем — 3 и более рецидивов в год. Ремиссию констатируют при отсутствии протеинурии или её значении менее 4 мг/м2 в час и достижении уровня альбумина сыворотки 35 г/л. Биопсия показана детям с НС в возрасте до года и старше 12 лет, ибо у них очень мала частота МИНС.

## Дифференциальная диагностика
Прежде всего Нефротический синдром необходимо дифференцировать от гломерулонефрита, СКВ, амилоидоза почек, интерстициального нефрита, тромбоза печёночных вен.

## Лечение
- Диета — при нарушении функции почек ограничение приёма жидкости, бессолевая, оптимальное по возрасту количество белка
- Инфузионная терапия (альбумин, реополиглюкин и др)
- Диуретики

мочегонные средства играют большую роль в лечении заболевания почек, однако при бесконтрольном и длительном их применении могут наступить резкая потеря натрия и снижение объема циркулирующей крови, гипокалиемия и метаболический ацидоз. Форсированный диурез с помощью больших доз диуретиков, как и ультрафильтрация, в условиях резкой гипоальбуминемии или выраженной почечной недостаточности может осложниться трудноуправляемым гиповолемическим шоком или дальнейшим снижением клубочковой фильтрации. Поэтому лечение диуретиками рекомендуется проводить максимально кратковременно и возобновлять только в случаях заметного снижения диуреза и нарастания отеков.
Для лечения нефротических отеков обычно применяют фуросемид — 20 — 400 мг внутрь, 20 — 1200 мг внутривенно), который оказывает достаточно мощное и быстрое, хотя и кратковременное, действие. Подобно фуросемиду действует и этакриновая кислота (50 — 200 мг/сут). Слабее действует гипотиазид, диуретический эффект которого наблюдается через 1 — 2 ч после приема 25 — 100 мг препарата. Важную роль в борьбе с отеками играют калийсберегающие диуретики — триамтерен, амилорид, особенно спиронолактоны (альдактон, верошпирон). Верошпирон применяют в дозе от 25 до 200—300 мг в сутки, Он наиболее эффективен в сочетании с тиазидовыми диуретиками, фуросемидом. Отеки — при нефротическом синдроме, обусловленном амилоидозом, отличаются большой резистентностью к мочегонным средствам.
- Гепарин
- Антибактериальная терапия
- Кортикостероиды

Глюкокортикоиды (ГК) — преднизолон (ПЗ) (медопред, преднизол, преднизолон) и метилпреднизолон (МП) (метипред, солу-медрол) — являются первыми препаратами выбора при иммуносупрессивном лечении ГН. ГК влияют на перераспределение иммунокомпетентных и воспалительных клеток, препятствуя их поступлению в очаг воспаления, подавляют их чувствительность к медиаторам воспаления, угнетают секрецию таких провоспалительных цитокинов, как ФНО-α, ИЛ-1, ИЛ-2, ИЛ-6. ГК запускают процессы глюконеогенеза, способствуя включению антител в углеводный обмен и тем самым снижая их количество, тонизируют капиллярную стенку и снижают гиперемию за счёт активации и набухания перицитов. Введение больших доз ГК в виде «пульсов» МП угнетает образование ДНК-антител, приостанавливает образование иммунных комплексов, уменьшает их массу и способствует выходу из субэндотелиальных слоёв гломерулярной базельной мембраны, повышает клубочковую фильтрацию и почечный кровоток.
ГК назначаются детям во всех случаях впервые возникшего НС, при рецидивах гормоночувствительного НС (как правило, НСМИ), при прогрессирующем течении ГН, в сочетании с другими иммунодепрессантами и пр.
На практике применяются три режима ГК терапии.
Постоянный пероральный приём ПЗ в дозе 1—2 мг/кг в 2—4 приема с учетом суточной активности коры надпочечников (максимальные дозы препарата в утренние часы с последующим снижением, последний прием не позднее 16.00) назначается в начале лечения для достижения ремиссии.
Альтернирующий (альтернативный) режим приёма ПЗ используется при переходе на поддерживающую терапию. Заключается в приёме суточной дозы ПЗ через день, что позволяет при сохранении клинического эффекта значительно снизить побочные явления: острые — бессонницу, эйфорию, психоз, повышение аппетита; хронические — отеки, ожирение, миопатию, стрии, атрофию кожи, гирсутизм, aкне, остеопороз, катаракту, повышение АД, стероидный диабет; адреналовый криз — острую надпочечниковую недостаточность при резкой отмене препарата. Также существует вариант альтернирующего режима с приемом ПЗ ежедневно в течение 3 дней, затем 3—4 дня перерыва. По эффективности оба режима альтернирующего приема ПЗ примерно одинаковы.
Пульс-терапия МП используется для достижения очень высоких концентраций ГК в плазме. Заключается во внутривенном капельном введении в течение 20-40 мин около 30 мг/кг МП (не более 1 г на пульс) один раз в 48 ч. Количество введений, а также разовая и суммарная доза определяются выбранной схемой терапии данной патологии.
Побочные эффекты глюкокортикоидов могут быть следующими: бессонница, эйфория, психоз, повышение аппетита, отёки, ожирение, миопатия, стрии, атрофия кожи, гирсутизм, акне, остеопороз, катаракта, повышение АД, стероидный диабет, адреналовый криз (острая надпочечниковая недостаточность при резкой отмене препарата)
- Цитостатики

Цитостатические (цитотоксические) препараты (ЦС). Алкилирующие агенты: циклофосфамид (циклофосфан, цитоксан) и хлорамбуцил (хлорбутин, лейкеран) — нарушают деление клеток за счёт связывания с нуклеиновыми кислотами ядерной ДНК. Поступают в организм в неактивном состоянии, активизируются в печени. Действуют неизбирательно на все делящиеся клетки (неселективные иммуносупрессанты).
Циклофосфамид назначается внутрь или в виде «пульсов». Внутрь препарат назначается из расчёта 2,0—2,5 мг/кг/сут на 8—12 нед при лечении гормонозависимого или часторецидивирующего НС на фоне постепенного снижения дозы альтернирующего режима ПЗ, а также при гормонорезистентности.
Пульс-терапия циклофосфамидом проводится на фоне альтернирующего курса ПЗ при гормонозависимом и гормонорезистентном НС из расчёта 12—17 мг/кг внутривенно капельно. Количество «пульсов» и временной интервал между ними зависят от выбранной схемы терапии. Другой вариант — «пульс» 1 раз в месяц в течение 6—12 мес, в кумулятивной дозе не выше 250 мг/кг.
Хлорамбуцил принимается per os в дозе 0,15—0,2 мг/кг/сут в течение 8-10 нед для лечения гормонозависимого и часторецидивирующего НС, реже при гормонорезистентном НС, на фоне альтернирующего курса ПЗ с постепенным снижением.
Антиметаболиты — азатиоприн и метотрексат — в настоящее время при лечении ГН используются редко. Из побочных действий цитостатиков возможны: при применении циклофосфана — тошнота, рвота, лейкопения, геморрагический цистит, недостаточность гонад; хлорбутина — лёгочный фиброз, дерматит, судороги, гепатопатия, лейкопения.